# Thomas Brussig
Thomas Brussig (Berlin, 1965.), njemački pisac i dramaturg.
Odrastao je u istočnom dijelu Berlina, gdje je i studirao sociologiju i 
dramaturgiju. Na njemačkoj književnoj sceni pojavio se 1991. godine poslije pada Berlinskog zida romanom Wasserfarben ("Vodene boje"), a putem književne slave krenuo je drugim romanom Helden wie wir (1995.). To su djelo kritičari nazvali najvažnijim romanom o promjeni sustava u DDR-u i ujedinjenju Njemačke te je postigao velik nacionalni i internacionalni uspjeh, naravno, popraćen brojnim prijevodima, a postavljen je i kao kazališna predstava. Treći Brussigov roman Am kurzen Ende der Sonnenallee ("Na kratkom kraju Sunčane ulice", 1999.) također je postao bestseler, a film Sonnenallee, nastao prema njegovu predlošku, iste je godine proglašen najboljim njemačkim filmom. 
Monolog Leben bis Männer ("Postati muškarac", 2001.) oduševio je publiku i kao kratko prozno djelo i kao kazališni komad. U svom posljednjem djelu Wie es leuchtet("Kako blista") Brussig je u razdoblje od ljeta 1989. do ljeta 1990. smjestio priču o nestanku DDR-a s pozornice vremena: od prvih valova izbjeglica, koji su preko Budimpešte počeli bježati na Zapad, pa do pada Zida. Bilo je to vrijeme brzih i iznenađujućih događanja u kojem je iznenadna sloboda otvorila put snovima i osjećaju da je moguće postići nemoguće. Tragično i komično isprepliću se u tom opisu života sa svim njegovim nijansama, apsurdnim situacijama i zanosnim uzletima - najvažniji trenuci suvremene Njemačke. 

## Vanjske poveznice
Osobne stranice Thomasa Brussiga  Arhivirana inačica izvorne stranice od 3. travnja 2007. (Wayback Machine)